# 阳安乡
阳安乡，是中华人民共和国广西壮族自治区桂林市平乐县下辖的一个乡镇级行政单位。

## 行政区划
阳安乡下辖以下地区：
古端村、阳安村、双合村、石面山村、陶村、平口村、加东村、雷峰村、久宜村和善福村。